# Chinese Professional Baseball League
Die Chinese Professional Baseball League (chinesisch: 中華職業棒球大聯盟), häufig abgekürzt als CPBL, ist die höchste Liga im professionellen Baseball in Taiwan. Die Liga wurde im Jahr 1989 gegründet. Mit konstant über einer Million Zuschauern pro Saison seit 2013 ist die CPBL die meistbesuchte Profi-Sportliga in Taiwan.
Die Liga hat 4 Mannschaften, ab 2021 5 Mannschaften.

## Geschichte
Baseball wurde in Taiwan während der Zeit der japanischen Herrschaft von 1895 bis 1945 eingeführt. In den 1970er und 1980er Jahren gewann der Sport an Popularität, da Taiwan mehrere Titel in der Little League Baseball World Series gewinnen konnte. Auch die Baseball-Nationalmannschaft feierte in dieser Zeit viele Erfolge. Die Idee einer eigenen Profiliga hatte Hung Teng-Sheng (洪騰勝), ein einflussreicher Unternehmer und Inhaber der Brother Hotel Inc. in Taipeh. Er gründete im Jahr 1984 ein Amateurteam namens Brother Elephants, das Vorgängerteam der heutigen Chinatrust Brothers. Zudem konnte er die Vorsitzenden der Unternehmen Wei Chuan Corporation, Mercuries Chain Stores und Uni-President Corporation davon überzeugen, ebenfalls Baseballteams zu gründen. So wurde die Chinese Professional Baseball League am 23. Oktober 1989 mit vier Teams gegründet. Die Logos aller vier Gründungsteams wurden von dem Mangazeichner Chung Meng-shun entworfen.
Im Jahr 1997 entstand mit der Taiwan Major League eine zweite Profi-Baseballliga in Taiwan, die zunächst mit der CPBL konkurrierte. Im Jahr 2003 wurde sie jedoch mit der CPBL  vereint. Von 1993 bis 1996 bestand die CPBL aus sechs Teams, von 1997 bis 1999 aus sieben und von 2000 bis 2008 wieder aus sechs. Seit der Saison 2009 nach dem Austritt der Chinatrust Whales und der Dmedia T-REX nur noch vier Teams in der CPBL: die Chinatrust Brothers, die Lamigo Monkeys, die Fubon Guardians und die Uni-Persident 7-Eleven Lions. Seit 2005 nimmt der Gewinner der Taiwan Series, der Meisterschaftsserie der CPBL, an der Asia Series teil. 2021 werden die Wei Chuan Dragons als 5. Team wieder an der Liga teilnehmen.

## Teams

### Ehemalige Teams
- China Times Eagles (時報鷹) (1993–1997)
- Mercuries Tigers (三商虎) (1990–1999)
- Wei Chuan Dragons (味全龍) (1990–1999)
- Chinatrust Whales (中信鯨) (1997–2008)
- Dmedia T-REX (米迪亞暴龍) (2003–2008)

### Heutige Teams
| Team                         | Chinesischer Name | Stadt      | Stadion                                    | Kapazität | Beitritt |
| ---------------------------- | ----------------- | ---------- | ------------------------------------------ | --------- | -------- |
| Chinatrust Brothers          | 中信兄弟          | Taichung   | Taichung Intercontinental Baseball Stadium | 20.000    | 1990     |
| Rakuten Monkeys              | 樂天桃猿          | Taoyuan    | Taoyuan International Baseball Stadium     | 20.000    | 2004     |
| Fubon Guardians              | 富邦悍將          | Neu-Taipeh | Xinzhuang Baseball Stadium                 | 12.500    | 1993     |
| Uni-President 7-Eleven Lions | 統一7-ELEVEN獅    | Tainan     | Tainan Municipal Baseball Stadium          | 12.000    | 1990     |

## Gewinner der Taiwan Series
Die Taiwan Series ist das Finale der CPBL. Im Folgenden sind die Teilnahmen der einzelnen Teams an der Taiwan Series aufgelistet:
| Team                         | Siege | Niederlagen |
| ---------------------------- | ----- | ----------- |
| Uni-President 7-Eleven Lions | 10    | 6           |
| CTBC Brothers                | 7     | 8           |
| Rakuten Monkeys              | 7     | 2           |
| Wei Chuan Dragons*           | 4     | 2           |
| Fubon Guardians              | 3     | 5           |
| Chinatrust Whales*           | 0     | 2           |
| Mercuries Tigers*            | 0     | 1           |
| China Times Eagles*          | 0     | 1           |
| Macoto Cobras*               | 0     | 1           |

- (nicht mehr bestehendes Team)

Stand: 2020

## Zuschauer
Zuschauerzahlen im Eröffnungsjahr (1990) und den letzten Jahren:
| Jahr | Spiele | Gesamt    | ∅ pro Spiel |
| ---- | ------ | --------- | ----------- |
| 1990 | 180    | 899.955   | 5.000       |
| 2013 | 240    | 1.459.072 | 6.079       |
| 2014 | 240    | 1.225.142 | 5.105       |
| 2015 | 240    | 1.327.639 | 5.532       |
| 2016 | 240    | 1.409.312 | 5.872       |
| 2017 | 240    | 1.318.275 | 5.493       |